# کریستینا سندبرگ
کریستینا سندبرگ (سوئدی: Christina Sandberg؛ زاده ۱۱ ژانویهٔ ۱۹۴۸) یک تنیس‌باز اهل سوئد است.